# Реальні пацани
«Реальні пацани» — російський комедійний телесеріал виробництва компанії «ГудСторіМедіа» про життя пермського пацана Коляна, пародія на реаліті-шоу.
Прем'єра серіалу відбулась 8 листопада 2010 року на каналі «ТНТ». Перший сезон, який складається з 32 серій (1-14, 16-33), завершився 30 грудня 2010 року. Другий сезон, у якому вийшло 18 серій, транслювався з 9 березня по 7 квітня 2011 року. Зйомки третього сезону почалися в червні 2011 року. П'ятий сезон став московським.
У 2021 році було заплановано зняти черговий сезон.

## Сюжет
Телеканал «ТНТ» пропонує пермському пацану Коляну (що попався на крадіжці каналізаційних люків, якими потім він торгував) взяти участь у реаліті-шоу. За ним весь час буде ходити оператор, який зніматиме його життя, роботу і друзів. Від Коляна вимагається лише жити чесно. У Коляна вже є умовний термін і декілька потраплянь у міліцію, і, якщо він відмовиться брати участь в шоу, йому загрожує тюремне ув'язнення. Тому Колян погоджується на участь в реаліті-шоу.
Показані будні Коляна: він працює продавцем-консультантом у салоні мобільного зв'язку з колегою — метросексуалом Едіком; його найкращі друзі, Антоха і Вован, — механіки в автосервісі, Колян часто буває і у них. В особистому житті у Коляна присутні дві дівчини: простенька Машка, з якою він познайомився півроку тому, і забезпечена й інтелігентна студентка Лєра, з якою Колян ріс в одному дворі до її переїзду. Вдома його чекає мама и її співмешканець Армен — продавець взуття на ринку. Батько Коляна відбуває покарання в колонії, але виходить на волю і приїжджає додому на початку 2-го сезону. У кінці сезону Колян одружиться з Лєрою.
Остання серія 2-го сезону досить сумна: Коляна чекає суд за викрадення автомобіля, якого він не здійснював, і винні в цьому його друзі Антоха і Вован. У останній сцені останньої серії знову з'являється дівчина, яка представляє проект «Реальні пацани», і повідомляє про те, що до рішення суду зйомки серіалу доведеться призупинити.
Зйомки третього сезону розпочнуться в Пермі у другій половині червня. На екранах він з'явиться, імовірно, тільки з 16 серпня.

## У ролях
- Микола Наумов — Колян Наумов
- Антон Богданов — Антоха Богданов, друг Коляна
- Володимир Селіванов — Вован Селіванов, друг Коляна
- Станіслав Тляшев — Едік, колега Коляна
- Марія Шекунова — Машка, колишня дівчина Коляна
- Валентина Мазуніна — Валя, подруга Машки і дружина Едіка
- Зоя Бербер — Лєра Оборіна, дівчина (з кінця 2 сезона — дружина) Коляна
- Марина Федунків — Марина Наумова, мама Коляна
- Михайло Чуднов — Олександр Наумов, батько Коляна (тільки у 2-му сезоні)
- Армен Бежанян — Армен, співмешканець Марини
- Ігор Ознобихін — старший лейтенант Ігор Сергійович Ознобихін, дільничний
- Олексій Базанов — молодший лейтенант Олексій Базанов, помічник дільничого
- Анастасія Плоскова — повія Настя Іванчук (у кінці 1 сезону вийшла заміж за Олексія Базанова)
- Катерина Караченцова — повія Лєна[3]
- Тетяна Ронзіна — Олеся, подруга Лєри
- Люба Рудометова — Віка, подруга Лєри
- Сергій Єршов — Сергій Іванович Оборін, батько Лєри, тесть Коляна
- Дмитро Наумов — Димас(ик) Наумов, троюродний брат Коляна (тільки у 1-му сезоні)
- Батирєв Антон Миколайович — Вадим Каневских, Вадік.

### Запрошені знаменитості
Учасники гурту «Мальчишник»:
- Андрій Котов
- Павло Галкін

В епізодах у серіалі з'являються відомі в Пермі люди. Серед них:
- Олег Лисенко (культуролог, викладач ПГПУ) — директор благодійного фонду, серія 19
- Ігор Гіндіс (ведучий телеканалу «Ріфей-Перм») — залицяльний Лериної подружки, серії 32, 33
- Олег Верещагін (гравець КВК, резидент «Comedy Club» і учасник шоу «Сміх без правил») — менеджер автосалону, коханець Валі, з 39 серії
- Юлія Колмогорова-Гришніна (викладач ПДІМК) — мама Лєри, з 44 серії
- Василь Мехоношин (журналіст) — суїцидник, учасник психологічного тренінгу, серія 43
- Валерій (Фін) Мазанов (ді-джей «Радіо Максимум-Перм») — працівник страхової компанії, серія 37

## Знімальна група
- Автор ідеї: Антон Зайцев
- Режисер-постановщик: Жанна Кадникова
- Автори сценарію: Антон Зайцев, Жанна Кадникова, Юрій Овчинников
- Оператор-постановщик: Сергій Долгушин
- Художник-постановщик: Владислав Кузнецов
- Продюсерм: Антон Зайцев, Олександр Дулерайн, Євген Нікішов, Антон Щукін і Артем Логінов
- Виконавчі продюсери: Дмитро Пачулія і Дмитро Кондратюк

## Цікаві факти
- У першому сезоні серіалу нема 15-ї серії[4].
- Діалоги не були прописані в сценарії. Їх придумували спільно актори, режисер і продюсери на знімальному майданчику[5]. Хоч, можливо, це перебільшення:

Імпровізації також мають місце, але, частіш за все, усі діалоги прописані заздалегідь нашими авторами. Здебільшого, це їхня заслуга.
- Усі зйомки проходили в Пермі. Більшість акторів також родом звідти[5].
- Пробну серію «Реальних пацанів» зняли у вересні 2009 року в Пермі на любительську камеру, причому перезнімати для телебачення її не стали, і вона була показана 8 листопада 2010 як пілотна серія без всяких монтажних доповнень[7].
- Модель стільникового телефону головного героя серіалу Коляна — китайський телефон Nokia TV C1000, дуже популярна в Росії модель, що відрізняється підтримкою двох SIM-карт, вбудованим ТВ-тюнером і великим сенсорним екраном.
- Рінгтон на телефоні Коляна — хіп-хоп-композиція репера Таймера «На, с…ка!». Композиція заснована на семплі з пісні гурту Genesis «Dancing with the Moonlit Knight» (1'20). Існує версія, що «На, с…ка!»- плагіат пісні «Checkmate» у виконанні Apathy, обидва синглу вийшли приблизно в один час.
- Заставку до серіалу знімав оператор фільму «Як я провів цим літом» Павло Костомаров, який отримав «Срібного ведмедя» у Берліні в номінації «За видатний внесок у мистецтво»[7].
- У серіалі «Реальні пацани» знімаються учасники команд КВН «Парма»[8] (Пермський край), «Уральські пельмені»[9] (Єкатеринбург), «Друзі»[10] (Перм), «Добрянка»[11] (Добрянка — Перм).
- Пісні у заглавних титрах («Зацените», автор — Володимир Селіванов) і кінцевих титрах («Колян», автор — Костянтин Ейфор) виконує Володимир Селіванов[12].
- Антон Богданов, Володимир Селіванов, Станіслав Тляшев та Олексій Базанов є резидентами Пермської філії Comedy Club[13][14]. Також деякі ролі другого плану грають інші резиденти «Comedy Club Perm Style» — Влад Шефф, Дмитро Красильников, Володимир Морозов.
- Антон Богданов і Володимир Селіванов брали участь у другому (зі Станіславом Тляшевим) і третьому сезонах «Сміху без правил» у складі дуету / тріо «Sex pistols»[15].
- Олексій Базанов також був учасником «Сміху без правил» під псевдонімом Златий Базанов.
- Анастасія Плоскова (Іванчук) також брала участь у програмі «Сміх без правил» у складі дуету «Не одружені» і в шоу «Відеобитва» на каналі «СТС»[16].
- Для більшості ролей використовуються справжні імена акторів. Наприклад, Колю Наумова грає Микола Наумов, а Антоху Богданова — Антон Богданов. Тільки у Зої Бербер змінені ім'я та прізвище — вона виконує роль Лєри Оборіної. В інших акторів прізвища не вказуються, але імена несправжні: Станіслав Тляшев (Едік), Тетяна Ронзіна (Олеся), Любов Рудометова (Віка). Також у Марини Федунків, що зіграла Марину Наумову (мати Колі) і в Сергія Єршова, зігравшого Сергія Оборіна (батько Лєри) змінені прізвища. Троюрідного брата Колі — Дімаса — грає рідний брат Миколи Наумова — Дмитро.
- Батька Лєри звуть Сергій Оборін — так само звуть тренера футбольного клубу «Амкар» (Перм) в 1995—2006 рр.
- Ігор Ознобіхін, що грає дільничного, раніше служив у міліції[17].
- 22 травня 2011, в програмі Велика різниця, була показана пародія на «Володар перснів», зроблений у стилі «Реальних пацанів»[18].